# عبد الله العادل

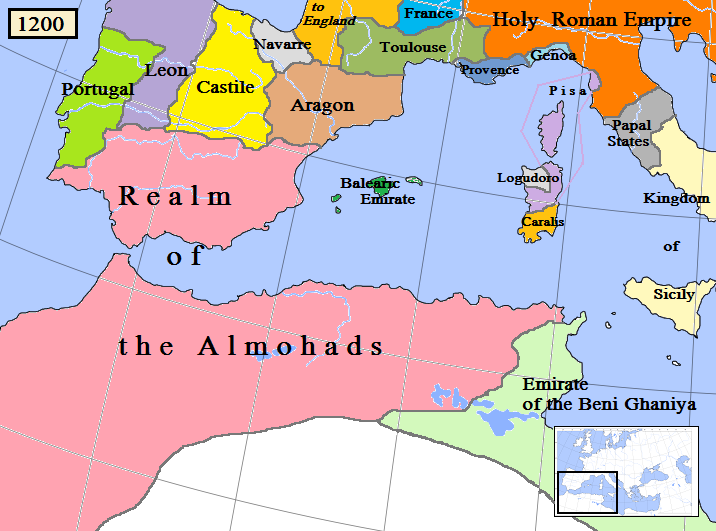
دولة الموحدين في مطلع القرن الثالث عشر الميلادي

الخليفة أبو محمد عبد الله العادل بن الخليفة أبي يوسف المنصور هو خليفة موحدي، عينه الأشياخ الموحدون خليفة للموحدين سنة 621هـ/1224م، ثم قتلوه سنة 624هـ/ 1227م
كان أبو محمد عبد الله العادل واحدً من ستة عشر ولدًا ذكرًا تركهم الخليفة أبو يوسف المنصور، وهو ثاني ثلاثة من أبناء الخليفة أبي يوسف المنصور تولوا خلافة الموحدين من بعده، والآخران هما محمد الناصر، الذي خلف أباه (حكم بين عامي 1199 و1213 م) وأبو العلاء إدريس المأمون، الذي خلف ابن أخيه يحيى المعتصم (حكم بين عامي 1227 و1232 م).
عينه أخوه محمد الناصر واليًا على إشبيلية بعد قليل من تولي الناصر الخلافة في سنة 595 هـ (1199 م)، لكنه لم يلبث أن عزله، ثم عاد فاستبقاه في منصبه تحقيقًا لرغبته، وكان ذلك في أوائل سنة 597 هـ (خريف سنة 1200 م).
وفي سنة 607 هـ (1210 م)، نُقل أبو محمد واليًا لشرقي الأندلس، وكان الخليفة محمد الناصر كثير التغيير والتبديل للولاة ورجال الدولة.

## استيلاؤه على الخلافة
في سنة 620 هـ توفي الخليفة أبي يعقوب يوسف المستنصر دون عقب، فاستقر الموحدون على تنصيب أبي محمد عبد الواحد بن يوسف بن عبد المؤمن، غير أن العادل ـ وكان آنذاك واليًا على مرسية ـ لم يلبث أن أعلن نفسه خليفة للموحدين وتلقب بالعادل، وذلك في شهر صفر سنة 621 هـ، وأيدته في دعوته معظم القواعد الأندلسية الكبرى، وكان ولاة قرطبة وغرناطة ومالقة وإشبيلية يومئذ من إخوته، أولاد الخليفة أبي يوسف المنصور.
سار العادل إلى إشبيلية، وهناك وصلته بيعات أهل مراكش وبلاد المغرب، وقام أشياخ الموحدين بمراكش بخلع الخليفة أبي محمد عبد الواحد، ثم دبروا قتله غيلة في شعبان سنة 621 هـ، وعندئذ عبر العادل إلى المغرب (أواخر سنة 622 هـ)، وترك أخاه أبا العلاء إدريس بن المنصور واليًا لإشبيلية، وهي يومئذ قاعدة الحكم الموحدي بالأندلس، وتربع العادل على كرسي الخلافة، وكانت أحوال الدولة الموحدية قد ساءت يومئذ ومزقتها الأهواء والفتن، وتضعضع سلطانها في معظم أنحاء المغرب والأندلس.

## مقتله
لم يمضِ قليل على قيام العادل في الخلافة حتى خرج عليه بالأندلس أخوه أبو العلاء إدريس والي إشبيلية، ودعا لنفسه، وتسمى بالمأمون، وكان من أصداء هذه الحركة الجديدة في مراكش أن قام الموحدون بقتل العادل، ولكنهم لم يعلنوا بيعة المأمون، بل أقاموا مكانه في الخلافة ولد أخيه، يحيى بن الناصر (يحيى المعتصم) في شوال سنة 624 هـ، فغضب المأمون، وقصد إلى مراكش فهاجمها بمعاونة فرقة من النصارى أمده بها فرناندو الثالث ملك قشتالة، فهُزم يحيى، وفر ناجيًا بنفسه، ودخل المأمون مراكش، وتربع على كرسي الخلافة.